# Kultura strzyżowska

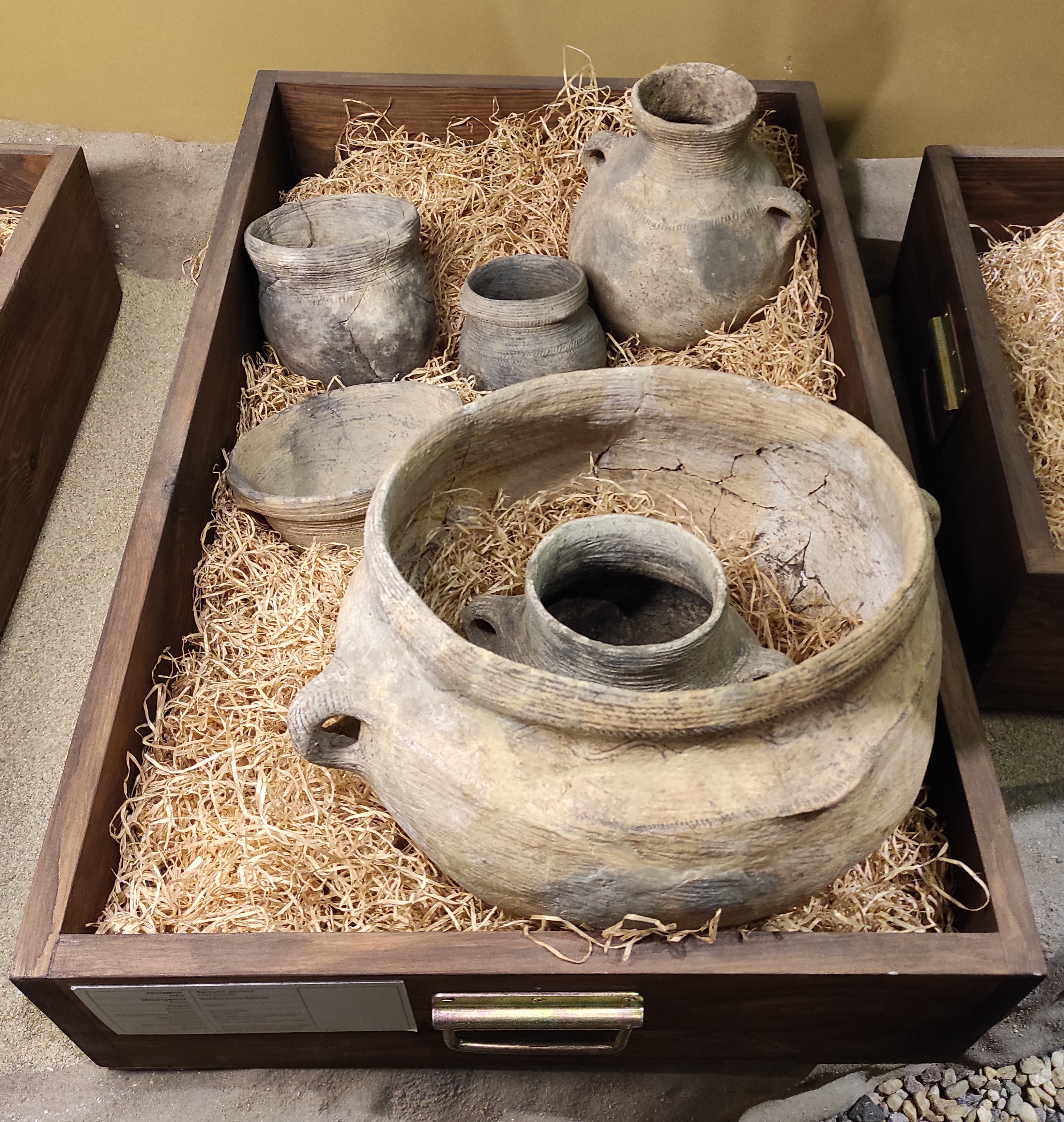
Gliniane naczynia kultury strzyżowskiej z wykopalisk w Raciborowicach-Kolonii na wystawie archeologicznej w Muzeum Narodowym w Lublinie

Kultura strzyżowska – kultura występująca w epoce brązu na terenach dzisiejszych Polski i Ukrainy. 
Występowała w pierwszej połowie II tysiąclecia p.n.e. Swoim zasięgiem obejmowała tereny od wschodniej części Wyżyny Lubelskiej (między górnym Wieprzem a Bugiem) po obszary południowo-zachodniego Wołynia, sięgając, a nawet przekraczając rzekę Horyń. Największe zagęszczenie stanowisk kultury strzyżowskiej odkryto na obszarze Grzędy Horodelskiej. Zdarzają się znaleziska przedmiotów, które można przypisać kulturze strzyżowskiej, poza ogólnie wyznaczonymi granicami jej rozpowszechnienia. Przykładem tu może służyć nieduża amfora, znaleziona na stanowisku nr 62 (Mogiła) w Nowej Hucie.
Charakteryzowała się małymi, otwartymi osadami i krótkotrwałymi obozowiskami, przeważnie na wzniesionych obszarach lessowych, lub cyplach wysokich teras rzecznych. Budownictwo składało się głównie z drewnianych naziemnych budowli zrębowych, ze ścianami oklejonymi gliną, ziemianek, szałasów i spichlerzy do przechowywania zboża. Czasami wewnątrz domostw znajdowały się paleniska.
Gospodarka opierała się na hodowli bydła, kóz, owiec, trzody chlewnej, koni, gęsi i psów. Praktykowano także łowiectwo, rybołówstwo i zbieractwo. Dość dobrze rozwinięty był także handel, o czym świadczą dość liczne importy. 
Pochówki, o obrządku szkieletowym, praktykowano na terenie osad i na cmentarzyskach. Ciała układano najczęściej na wznak, w groby płaskie, jamowe, owalne i prostokątne, czasami z kamienną obudową. Zmarłego wyposażano w ozdoby z muszli, fajansu lub miedzi, a także w wyroby krzemienne, kościane i ceramiczne. 
Jako tzw. kultura późnosznurowa wnosi wkład w następującą po niej kulturę trzciniecką.